# Noé Jouin
Noé Jouin né le 2 août 2002, est un joueur de hockey sur gazon français. Il évolue au poste d'attaquant au Saint-Germain HC et avec l'équipe nationale française.
Il a remporté la médaille de bronze à la Coupe du monde des moins de 21 ans en 2021.

## Carrière

### Coupe du monde (moins de 21 ans)
- : 2021